# Matriz multirrasgo-multimétodo
La matriz multirasgo-multimétodo (MTMM) es un enfoque para el examen de la validez de constructo desarrollado por Donald T. Campbell y Donald W. Fiske (1959). Esta organiza la validez convergente y la validez discriminante para la comparación de cómo una medida se relaciona con otras medidas.

## Definiciones y componentes clave
'Múltiples rasgos'  se utilizan en este enfoque para examinar rasgos (a) similares o (b) disímiles (constructo (epistemología)), entre la validez convergente y la validez discriminante. Del mismo modo,  'múltiples métodos'  se utilizan en este enfoque para examinar los efectos diferenciales (o su ausencia) causada por el método de la varianza específica.
Hay seis consideraciones importantes cuando se examina una validez de constructo a través de la matriz MTMM y son las siguientes:
1. Evaluación de la validez convergente; pruebas diseñadas para medir el mismo constructo que debe correlacionarse altamente entre sí.
2. Evaluación de validez discriminante (divergente); el constructo se mide mediante una prueba que no debe correlacionarse  altamente  con los diferentes constructos.
3. Unidad de método-rasgo; cada tarea o prueba utilizada en la medición de una construcción se considera una unidad de método-rasgo; en que la varianza contenida en la medida y el método son aparte. En general, los investigadores desean tener una baja variación específica del método y alta varianza de rasgo.
4. Multirrasgo-multimétodo; más de un rasgo y más de un método deben ser utilizados para establecer (a) la validez discriminante y (b) las contribuciones relativas de la característica o método de la varianza específica. Este principio es consistente con las ideas propuestas en el concepto de Fuerte inferencia (1964).
5. Metodología verdaderamente diferente; cuando se utilizan varios métodos, hay que considerar que tan diferentes son las medidas reales. Por ejemplo, la entrega de dos medidas de autoinforme no son verdaderamente medidas  diferentes ; mientras que el uso de una escala para la entrevista o una lectura psicosomática sí lo sería.
6. Características del rasgo; los rasgos deben ser lo suficientemente diferentes como para ser distintos, pero lo suficientemente similares como para ser examinados por el MTMM.

## Ejemplo
El siguiente ejemplo proporciona una matriz prototipo y lo que las correlaciones entre las medidas significan. La línea diagonal se suele rellenar con un coeficiente de confiabilidad de la medida (por ejemplo, el coeficiente alfa). La información en corchetes [] indica lo que se espera cuando la validez de construcción (por ejemplo, la depresión o la ansiedad) y las vigencias de las medidas son altas.
| Prueba | Entrevista de Beck (Depresión)                                | Encuesta de Hepner (Depresión)                     | Entrevista de Beck (Ansiedad)                           | Encuesta de Hepner (Ansiedad)                |
| ------ | ------------------------------------------------------------- | -------------------------------------------------- | ------------------------------------------------------- | -------------------------------------------- |
| EBD    | (Fiabilidad del coeficiente) [cerca de 1.00]                  |                                                    |                                                         |                                              |
| EHD    | Heterométodo-monorasgo [más alto de todos excepto fiabilidad] | (Fiabilidad del coeficiente) [cerca de 1.00]       |                                                         |                                              |
| EBA    | Monométodo-heterorasgo [bajo, menos de monorasgo]             | Heterométodo-heterorasgo [el más bajo de todos]    | (Fiabilidad del coeficiente) [cerca de 1.00]            |                                              |
| EHA    | Heterométodo-heterorasgo [el más bajo]                        | Monométodo-heterorasgo [bajo, menos que monorasgo] | Heterométodo-monorasgo [el más alto excepto fiabilidad] | (Fiabilidad del coeficiente) [cerca de 1.00] |

En este ejemplo, la primera fila y la primera columna se muestra el rasgo evaluado (es decir, la ansiedad o la depresión), así como el método de evaluación de este rasgo (es decir, entrevista o encuesta medido por rangos ficticios). El término heterométodo indica que en esta celda se informó la correlación entre  dos métodos independientes . Monométodo indica lo contrario, que se está utilizando el mismo método (por ejemplo, entrevista, entrevista). Heterorasgo indica que la célula está informando dos rasgos supuestamente diferentes. Monorasgo indica lo contrario- que se está utilizando el mismo rasgo.
En la evaluación de una matriz real, se desea examinar la proporción de varianza compartida entre rasgos y métodos para establecer un sentido de cuánto método de la varianza específica es inducida por el método de medición, así como para proporcionar un vistazo entre un rasgo singular a comparación con otro.
Es decir, por ejemplo, el rasgo debe importar más que el método específico de medición. Por ejemplo, si una persona se mide como muy deprimido por una medida, a continuación, otro tipo de medida debe indicar también que la persona es altamente deprimido. Por otro lado, las personas que aparecen muy deprimidas en el Inventario de Depresión de Beck no deben necesariamente obtener puntajes altos de ansiedad en el Inventario de Ansiedad de Beck. Dado que los inventarios fueron escritos por la misma persona, y son similares en estilo, podría haber cierta correlación, pero esta similitud en el método no debe afectar a las puntuaciones, por lo que las correlaciones entre estas medidas de diferentes rasgos deben ser bajas.

## Análisis de la matriz MTMM
Una variedad de enfoques estadísticos se han utilizado para analizar los datos de la matriz de MTMM. El método estándar de Campbell y Fiske se puede implementar utilizando el programa MTMM.EXE disponible en: https://web.archive.org/web/20160304173400/http://gim.med.ucla.edu/FacultyPages/Hays/utils/ También se puede utilizar un análisis factorial confirmatorio debido a la complejidad de considerar todos los datos en la matriz. La prueba de Sawilowsky, considera todos los datos en la matriz como una prueba estadística de libre distribución para la tendencia.
La prueba se llevó a cabo mediante la reducción del heterorasgo-heterométodo, triángulos heterorasgos-monométodo, y las diagonales de validez y confiabilidad, en una matriz de cuatro niveles. Cada nivel consta de la mínima, mediana, y el valor máximo. La hipótesis nula son valores desordenados, que se prueban contra la hipótesis alternativa de una tendencia creciente ordenada.
La estadística de prueba se encuentra contando el número de inversiones (I). El valor crítico para alfa = 0,05 es 10, y para alfa = 0,01 es 14.
Uno de los models MTMM más utilizados es el modelo True Score propuesto por Saris and Andrews (). El modelo True Score puede expresarse usando la siguiente ecuación estandarizada:
```
    1) 
Y
ij
 = 
r
ij
 
TS
ij
 + 
e
ij
*
 donde:
         
Y
ij
 es la variable observada estandarizada medida con el rasgo i
th
 y el método j
th
.
         
r
ij
 es el coeficiente de fiabilidad, el cual es igual a:
           
r
ij
 = 
σ
Y
ij
 / 
σ
TS
ij
 
         
TS
ij
 es la variable 
true score
 estendarizada
         
e
ij
*
 es el 
error aleatorio
, el cual es igual a:
           
e
ij
*
 = 
e
ij
 / 
σ
Y
ij

      
     Consecuentemente:
       
r
ij
2
 = 
1
 - 
σ
2
 
(e
ij
*)
 donde:
         
r
ij
2
 es la fiabilidad
```

```
    2) 
TS
ij
 = 
v
ij
 
F
i
 + 
m
ij
 
M
j
 donde:
         
v
ij
 es el coeficiente de validez, el cual se define como:
           
v
ij
 = 
σ
F
i
 / 
σ
TS
ij
 
         
F
i
 es el factor latente estandarizado para variable de interés i
th
 (o rasgo)
         
m
ij
 es el efecto del método, el cual se define como:
         
m
ij
 = 
σ
M
j
 / 
σ
TS
ij

         
M
j
 es el factor latente estandarizado de la reacción al método j
th

      
     Consecuentemente:
       
v
ij
2
 = 
1
 - 
m
ij
2
 donde:
         
v
ij
2
 es la validez
```

```
    3) 
Y
ij
 = 
q
ij
F
i
 + 
r
ij
m
ij
M
j
 + 
e*
 donde:
         
q
ij
 es el coeficiente de calidad, el cual de define como:
          
q
ij
 = 
r
ij
 * 
v
ij

        
     Consecuentemente:
 
q
ij
2
 = 
r
ij
2
 * 
v
ij
2
 = 
σ
2
F
i
 / 
σ
2
Y
ij
 donde:        
         
q
ij
2
 es la calidad
```

Las asunciones son las siguientes:
```
     * Los errores son aleatorios, por lo que la media de estos es cero: 
µ
e
 = 
E
(e)
 = 0 

     * Los errores aleatorios no están correlacionados entre sí: 
cov
(e
i
, e
j
)
 = 
E
(e
i
 e
j
)
 = 0 

     * Los errores aleatorios no están correlacionados con las variables independientes: 
cov
(TS, e)
 = 
E
(TS e)
 = 0 
,  
cov
(F, e)
 = 
E
(F e)
 = 0 
 y  
cov
(M, e)
 = 
E
(M e)
 = 0 
 
     * El factor del método se asume no correlacionado con los demás y con los factores de los rasgos: 
cov
(F, M)
 = 
E
(F M)
 = 0 
```

Normalmente, para llevar a cabo un modelo MTMM los respondientes tiene que responder, al menos, tres diferentes preguntas (tres rasgos) medidos a través de tres métodos distintos. Este modelo ha sido usado para estimar la calidad de cientos de preguntas de encuesta, en particular en el marco de  Encuesta Social Europea. Estas estimaciones pueden ser consultadas en cualquier momento utilizando el software libre 
```
Survey Quality Predictor
, diposnible en 
sqp.upf.edu
.
```